# Рустан
Рустан (болг. Рустан) — село в Болгарии. Находится в Смолянской области, входит в общину Мадан. Население составляет 13 человек.

## Политическая ситуация
В местном кметстве Средногорци, в состав которого входит Рустан, должность кмета (старосты) исполняет Светлан  Христов Младенов (Граждане за европейское развитие Болгарии (ГЕРБ)) по результатам выборов правления кметства.
Кмет (мэр) общины Мадан — Атанас Александров Иванов (Болгарская социалистическая партия (БСП)) по результатам выборов в правление общины.